# Guérin (Familienname)
Guérin ist ein französischer Familienname. Außerhalb des französischen Sprachraums tritt meist die Schreibweise Guerin auf.

## Namensträger
- Alexis Guérin (* 1992), französischer Radrennfahrer
- Amandine Guérin (* 1993), französische Fußballspielerin
- Arthur Guérin-Boëri (* 1984), französischer Apnoetaucher
- Beb Guérin (1941–1980), französischer Jazzbassist
- Bill Guerin (* 1970), US-amerikanischer Eishockeyspieler
- Camille Guérin (1872–1961), französischer Tiermediziner, Bakteriologe und Immunologe
- Charles Guérin (Präfekt) (1872–1910), französischer Geistlicher, Apostolischer Präfekt von Ghardaia
- Charles Guérin (Dichter) (1873–1907), französischer Dichter
- Charles Guérin (Fechter) (1874–1946), französischer Fechter
- Charles-François-Prosper Guérin (1875–1939), französischer Maler
- Christophe Guérin (1758–1831), französischer Zeichner und Kupferstecher
- Claude Guérin (1939–2016), französischer Paläontologe
- Claudine Guérin de Tencin (1682–1749), französische Salonnière
- Daniel Guérin (1904–1988), französischer Anarchist und Autor
- Daniel Guérin, eigentlicher Name von Daniel Nevers (1946–2022), französischer Musikproduzent und Musikhistoriker
- Eugène Guérin (1849–1929), französischer Politiker
- Eugénie de Guérin (1805–1848), französische Briefeschreiberin und Dichterin
- Félix Édouard Guérin-Méneville (1799–1874), französischer Insektenkundler
- Florence Guérin (* 1965), französische Schauspielerin
- François Guérin (um 1600–um 1667), französischer Maler
- François Guérin (1717–1801), französischer Maler
- François Guérin (Schauspieler) (1927–2003), französischer Schauspieler
- Gabriel-Christophe Guérin (1790–1846), französischer Maler
- Gilles Guérin (1611–1678), französischer Bildhauer
- Guyon Guérin de Bouscal (1617–1675), französischer Schriftsteller
- Henri Guérin (1921–1995), französischer Fußballspieler und -trainer
- Henri Guérin (Fechter) (1905–1967), französischer Fechter
- Isaac-François Guérin d’Estriché (1636–1728), französischer Schauspieler
- James John Edmund Guerin (1856–1932), kanadischer Arzt und Politiker
- Jean Guérin (Bischof) († 1632), französischer Geistlicher, Bischof von Grasse
- Jean Guérin (Kupferstecher) (1734–1787), französischer Kupferstecher
- Jean Guérin (Radsportler) (* 1964), französischer Radsportler
- Jean-Baptiste Paulin Guérin (1783–1855), französischer Maler
- Jean-François Guérin (1929–2005), französischer Priester
- Jean Michel Prosper Guérin (1838–1921), französischer Maler
- Jean-Pierre Guérin (* 1940), französischer Filmproduzent
- Jean Urbain Guérin (1760–1836), französischer Maler
- John Guerin (1939–2004), US-amerikanischer Schlagzeuger
- Jules Guérin (Mediziner) (1801–1886), belgisch-französischer Orthopäde
- Jules Guérin (Politiker) (1860–1910), französischer Politiker
- Jules Guérin (Maler) (1866–1946), US-amerikanischer Maler und Grafiker
- Maurice de Guérin (1810–1839), französischer Dichter
- Orla Guerin (* 1966), irische Journalistin und Nachrichtensprecherin
- Pierre Narcisse Guérin (1774–1833), französischer Maler und Lithograf
- Raymond Guérin (1905–1955), französischer Schriftsteller
- Richie Guerin (* 1932), US-amerikanischer Basketballspieler und -trainer
- Robert Guérin (1876–1952), französischer Fußballfunktionär
- Roger Guérin (1926–2010), französischer Jazztrompeter
- Théodore Guérin (1798–1856), französische Ordensfrau und Heilige
- Veronica Guerin (1958–1996), irische Journalistin
- Victor Guérin (1821–1891), französischer Forschungsreisender und Archäologe
- Víctor Guerin (* 1992), brasilianischer Automobilrennfahrer
- Vincent Guérin (* 1965), französischer Fußballspieler
- Yves Guérin-Sérac (1926–2022), französischer Aktivist